# ترانسفورمرز: روبوتس إن ديسغايز
ترانسفورمرز: روبوتس إن ديسغايز (بالإنجليزية: Transformers: Robots in Disguise)‏ هو مسلسل رسوم متحركة أمريكي من إنتاج كرتون نتورك، مقتبس من سلسلة ألعاب ترانسفورمرز من إنتاج هاسبرو، بالإضافة لكونه تسلسل زمني للمسلسل السابق ترانسفورمرز: برايم وعرض حتى الآن 32 حلقة على قناة كرتون نتورك الأمريكية.
وبث النسخة العربية من المسلسل على كرتون نتورك بالعربية.

## القصة
بعد سنوات من أحداث ترانسفورمرز برايم: صائدو الوحوش: البريداكونز يظهرون، بامبلبي يعود إلى الأرض بعد تلقيه لرسالة غامضة من طيف أوبتيموس برايم، ليوقف خطر داهم جديد.

## الشخصيات

### الأوتوبوتس
- بامبلبي
  - مؤدي الصوت: ويل فريدل
  - المدبلج العربي: حسام عادل
- سترونغ آرم
  - مؤدية الصوت: كونستانس زيمر
  - المدبلجة العربية: آية حمزة
- سايدسوايب
  - مؤدي الصوت: دارن كريس
  - المدبلج العربي: رضا حسني
- فيكسيت
  - مؤدي الصوت: ميتشل وتفيلد
  - المدبلج العربي: أحمد عبد الحميد
- غريملوك
  - مؤدي الصوت: كاري بيتون
  - المدبلج العربي: ياسر عزت
- أوبتيموس برايم
  - مؤدي الصوت: بيتر كولين
  - المدبلج العربي:
- جاز
  - مؤدي الصوت: أريف إس. كينشن
  - المدبلج العربي:
- دريفت
  - مؤدي الصوت: إريك بوذا
  - المدبلج العربي: مرزوق احمد
  - جيتستورم
    - مؤدي الصوت: روجر كريغ سميث
    - المدبلج العربي:

  - سليبستريم
    - مؤدي الصوت: روجر كريغ سميث
    - المدبلج العربي:

### الديسيبتيكونز
- أندربايت
  - مؤدي الصوت: ليام أوبراين
  - المدبلج العربي: رضا حسني
- ستيلجو
  - مؤدي الصوت: تروي بيكر
  - المدبلج العربي: عمر جاهين
- هامرسترايك
  - مؤدي الصوت: ديفيد كاي
  - المدبلج العربي:
- ثندرهوف
  - مؤدي الصوت: فرانك ستالون
  - المدبلج العربي:
- بيسك
  - مؤدي الصوت: كاري بيتون
  - المدبلج العربي:
- تشوب شوب
  - مؤدي الصوت: ديفيد هنت
  - المدبلج العربي:
- تيراشوك
  - مؤدي الصوت: كيفن مايكل ريتشاردسون
  - المدبلج العربي:
- فيلتش
  - مؤدية الصوت: كونستانس زيمر
  - المدبلجة العربية:
- مينيترون
- سبرينغلود
  - مؤدي الصوت: جون ستيفن روشا
  - المدبلج العربي:
- بيد
  - مؤدي الصوت: إدي ديزن
  - المدبلج العربي:
- كويلفاير
  - مؤدي الصوت: أندي ميلدر
  - المدبلج العربي:
- فراكتشر
  - مؤدي الصوت: كيفن بولاك
  - المدبلج العربي: ياسر عزت
  - إيريزور
    - مؤدي الصوت: روجر كريغ سميث
    - المدبلج العربي: حمدي عباس

  - دايفبومب
    - مؤدي الصوت: كاري بيتون
    - المدبلج العربي: حمدي عباس
- كلامبداون
  - مؤدي الصوت: جيم كامينغز
  - المدبلج العربي:
- نايتسترايك
  - مؤدي الصوت: توم كيني
  - المدبلج العربي:
- فيرتيبريك
  - مؤدي الصوت: تشارلي شلاتر
  - المدبلج العربي:
- أوكتوبنتش
  - مؤدي الصوت: تيد بياسيلي
  - المدبلج العربي:

### البشر
- راسل كلاي
  - مؤدي الصوت: ستوارت ألن
  - المدبلج العربي: حمدي عباس
- ديني كلاي
  - مؤدي الصوت: تيد ماغينلي
  - المدبلج العربي: هاني عبد الحي
- هينريتا
  - مؤدية الصوت: بايلي جامبيرتوجليو
  - المدبلجة العربية:
- يوريوا
  - مؤدية الصوت: جيسيكا روبن
  - المدبلجة العربية: ندى نصر

## وصلات خارجية
- ترانسفورمرز: روبوتس إن ديسغايز على موقع IMDb (الإنجليزية)
- ترانسفورمرز: روبوتس إن ديسغايز على موقع نتفليكس (الإنجليزية)
- ترانسفورمرز: روبوتس إن ديسغايز على موقع كينوبويسك (الروسية)
- ترانسفورمرز: روبوتس إن ديسغايز على موقع قاعدة بيانات الفيلم (الإنجليزية)

- صفحة IMDb